# 고독한 미식가 (중국의 드라마)
《고독한 미식가 중국판》(중국어 간체자: 孤独的美食家中国版, 정체자: 孤獨的美食家中國版, 병음: Gū dú de měi shí jiā zhōng guó bǎn 구두더메이스자중궈반[*], Lonely Gourmet 로리 그로메[*])는 2015년 5월 28일부터 8월 13일까지 방영된 중국의 드라마이다. 쿠스미 마사유키 원작, 타니구치 지로 작화의 동명의 만화를 원작으로 하고 있다.

## 출연진
- 우랑(伍郎)/우랑의 아버지 - 조문선(趙文瑄, 젊은 시기 - 아번(중국어판) (阿本), 아역기 - 위언천(余彦宸))

### 게스트
제1화
- 란번(藍本) - 이지희(중국어판)(李志希)[1]
- 란샤오번(藍小本) - 린이신(중국어판)(林逸欣)[1]
- 란즈위안(藍致遠) - 구봉(중국어판)(勾峰)[1]
- 차이바(蔡爸) - 황태안(중국어판)(黃泰安)
- 아저(阿哲) - 육정위(중국어판)(陸廷威)
- 웨이터 - 맹원(중국어판)(孟遠)

제2화
- 리보난(李伯男) - 장국주(중국어판)[1](張國柱, 젊은 시기 - 샤오위(小煜))
- 장화이산(張懷山) / 장쓰난(張思南) - 김종현 (뉴이스트)[1]
- 화이산의 여자친구 - 위니(중국어판)(余妮)

제3화
- 한방점 가게 주인 - 조정평(중국어판)(趙正平)[1]
- 한방점 점원 - 최민기 (뉴이스트)[1]
- 귀부인 -장이임(중국어판)(張以琳)
- 수위안(淑媛) - 고뢰아(중국어판)(高蕾雅)
- 타이난에서 온 여자 - 범효안(중국어판)(范曉安)
- 타이난에서 온 여자의 딸 - 료패여(중국어판)(廖珮妤)

제4화
- 찰스 - 진건주(중국어판)(陳建州)[1]
- 우졘궈(吳建國) - 이천주(중국어판)(李天柱)[1]
- 샤오메이(小美)- 부소운(중국어판)(傅小芸)
- 샤오차이(小蔡) - 사신(중국어판)(斯辰)
- 우리징(吳麗靜) - 요함기(중국어판)(瑤涵沂)

제5화
- 천한성(陳翰生) - 진내엉(중국어판)(陳乃榮)
- 린전리(林珍麗) - 안유능(중국어판)(安唯綾)
- 장빙다(張炳達)- 복학량(중국어판)(卜學亮, 제7화)
- 팡메이(胖妹) - 샤오톈톈(小甜甜)[1]

제6화
- 천자룽(陳嘉容) - 욕명군(중국어판)(陸明君)[1]
- 터치 / 아동 시기의 자룽 - 쉬야치(중국어판)(許亞琦)
- 젊은 시기의 아웨이(阿偉) - 훙정(중국어판)(宏正, 第12話)
- 황즈챵(黃志强) - 왕자강(중국어판)(王自强)
- 샤오라이(小賴) - 뢰걸굉(중국어판)(賴杰宏)
- 샹자오제제(香蕉姊姊)- 옹녕겸(중국어판)(翁寧謙)
- 샤오팡(小胖) - 증위호(중국어판)(曾威豪)

제7화
- 팡팡(方方) - 진사한(陳司翰)[1]
- 천신이(陳欣宜) - 주채시(중국어판)(周采詩)
- 노병 - 전덕문(중국어판)(乾德門)
- 빙빙제(冰冰姐) - 소요(중국어판)(蕭瑤)
- 레드필드 가수1 - 백정의(중국어판)(白靜宜)
- 레드필드 가수2 - 곽문일(중국어판)(郭文頤)

제8화
- 린즈하오(林志豪) - 수걸해(중국어판)(修杰楷)[1]
- 천수이(陳淑儀) - 장친(張琴)
- 우랑의 어머니 - 호패련(중국어판)(胡佩蓮)
- 서오허오즈(瘦猴子) - 샤오빙(小炳)
- 바오자터오(爆炸頭) - 리준욀(중국어판)(紀竣崴)
- 웨이터 - 이의백(중국어판)(李宜柏)
- 매직의자의 주인 - 필지강(중국어판)(畢志剛)

제9화
- 이장(里長) - 주육호(중국어판)(朱陸豪)
- 라오가오(老高) - 진승재(중국어판)(陳勝在)
- 쑹샤오웨이(宋小薇) - 추신이(邱欣怡, SNH48)[1]
- 만터우(饅頭) - 유장명(중국어판)(劉長鳴)
- 바오루궈(包蘆粿) - 당복덕(중국어판)(唐復德)
- 스쯔터우(獅子頭) - 왕덕생(중국어판)(王德生)

제10화
- 장라이언(張萊恩) - 태보(太保, 젊은 기 - 심위연(중국어판)(沈威年))
- 류샤오덩(劉曉燈) - 탕지위(중국어판)(湯志偉, 젊은 기 - 주영헌(중국어판)(周詠軒))
- 라디엔의 아내 - 쥬비(중국어판)
- 가라오케의 가수 - 김미만(중국어판)(金美滿)

제11화
- 위런제(余人傑) - 굴중항(중국어판)(屈中恆)
- 런제의 아내 - 하여지(夏如芝)
- 간호사 - 료효동(중국어판)(廖曉彤)

제12화
- 샤오샤오빈(小小彬) - 샤오샤오빈(중국어판)[1]
- 미니빈(迷你彬) - 미니빈(중국어판)[1]
- 아웨이(阿偉) - 고첩(高捷)[1]
- 아웨이의 아내 - 장천(중국어판)(張倩)

## 방송 일자
| 방송일          | 각회 | 부제목                   | 위치 | 데뷔 음식 | 《맹매완전유대만(萌妹玩转游台湾)》위치를 설명                                             |
| --------------- | ---- | ------------------------ | --- | --- | ----------------------------------------------------------------------------------------- |
| 2015년 5월 28일 | 1    | 재즈 트리오              | - 타이베이시 다안구 - 사대 야시장(師大夜市) - 팜하우스 전장 펍(FARMHOUSE田庄PUB) - 다인저우스 샤오인쓰추(大隱酒食 小隱私廚)      | - 총향저유반(蔥香豬油飯) - 펀어백채로(扁魚白菜滷) - 집에서 만든 함저육(自製鹹豬肉) - 낙신화다(洛神花茶) - (다인저우스 샤오인쓰추)                       | - 팜하우스 전장 펍                                                                        |
| 2015년 6월 4일  | 2    | 일정에 따라 노인         | - 타이베이시 쑹산구 - 쑹산 공항 - 타이베어시 - 상인수산(上引水產) - 리툰 초밥(立吞壽司) - 리보난주거                             | - 두화(豆花) - 소금에 구워 꽁치 - 사시미 - 상인 니 기리 스시 - 생선 뼈 미소시루 - 왕게 - 된 새우 - 굴 - 꼬치 구이 - (상인수산 립툰 초밥)                | - 지룽시 칸쯔딩(崁仔頂) 어시장                                                            |
| 2015년 6월 11일 | 3    | 천금방(千金方)           | - 타이베이시 다퉁구 - 닝샤 야시장(寧夏夜市) - 디화제(迪化街) - 대도청하해성황묘(大稻埕霞海城隍廟) - 중국 의학점                  | - 약물의 조림 돼지갈비(藥燉排骨) - 취두부 튀긴 음식 - 치즈고로케 - 지골노(地骨露) - 땅콩과 참깨 모찌야키 - 젖빛고기 등 품 수프(虱目魚肚湯) - (닝샤야시) | - 디화제 - 대도청 부두(大稻埕碼頭)                                                        |
| 2015년 6월 18일 | 4    | 아빠의 볶음밥            | - 신베이시 핑시구 - 핑시노가(平溪老街) 후창 레스토랑(福昌餐廳) - 핑시역                                                          | - 볶음밥 - 길상여의 모듬(吉祥如意拼盤) - 찐 것 샥스핀(紅燒大魚翅) - 궁보저심(宮保豬心) - 백참계(白斬雞) - 튀긴 쪽파 - 단 탕원 - (후창 레스토랑)         | - 허우둥(猴硐) - 지우펀(九份)                                                             |
| 2015년 6월 25일 | 5    | 타피오카 밀크티          | - 타이베이시 중산구 - 다자 리버사이드 공원(大佳河濱公園) - 쑹산구 - 춘수이탕 인문 찻집(春水堂人文茶館) - 싼위안 뷔페(三圓自助餐) | - 버블티 - 뷔페 | - 24시간 만화 점                                                                          |
| 2015년 7월 2일  | 6    | 성장의 흔적              | - 타이베이시 스린구 - 서쯔 야구장(社子棒球場)                                                                                    | - 황핑양(黃平洋) 에키벤 | - 푸룽(福隆)                                                                              |
| 2015년 7월 9일  | 7    | 스포트라이트 아래에서 꿈 | - 타이베이시 완화구 시먼띵 - 봉황 캬바레(鳳凰大歌廳) - 야러우볜(鴨肉扁)                                                          | - 거위 다리를와 미펀 - (압육편) | 타이베이시 완화구 시먼띵\|피닉스 캬바레\|상하이 로천녹(上海老天祿)\|- 서문홍누(西門紅樓)  |
| 2015년 7월 16일 | 8    | 수신 거부                | - 타이베이시 완화구 - 용산사지하상가 - 화시제 타이난 당쯔면(華西街台南擔仔麵)                                                    | - 사시미 - 구운 왕새우 - 찜 우바가이 - 해황 구운 배추(蟹黃焗白菜) - 어류 - 바삭 된 새우 롤을(香酥鮮蝦捲) - 타이난 당쯔면 - (화시제 타이난 당쯔면)       | - 용산사지하상가                                                                          |
| 2015년 7월 23일 | 9    | 오래되지 않은 정         | - 타이베이시 신이구 - 쓰쓰난춘(四四南村) - 난춘 경식(南村小吃)                                                                   | - 차오몐 - 오이 샐러드 - 쓰바오탕(四寶湯) - 찐 게 - 루웨이(滷味) 모듬 - 사자두(獅子頭) - (난춘 경식)                                                    | - 멍자 야시장(艋舺夜市)                                                                   |
| 2015년 7월 30일 | 10   | 토마토와 커피            | - 윈린현 구컹향 - 바덩 커피(巴登咖啡)                                                                                            | - 현미 커피 - 커피 식사 - 커피 젤리 - 펑리수 | - 타이베이시 쑹산구 - 카페 발레(CAFE BALLET芭蕾咖啡館) - 3,co 카페(3,co Café藝文展演空間) |
| 2015년 8월 6일  | 11   | 미식 비디오              | - 병원 | - 베이다항 샤오룽바오 - (北大行小籠包) | - 시먼딩                                                                                  |
| 2015년 8월 13일 | 12   | 영원한 친구              | - 타이베이시 쑹산구 진저우 거리(錦州街) - 싼민 태권도(三民跆拳道館) - 쑹산 구 타이난 이면(台南意麵)                              | - 이면(伊麵) - 훈툰탕 - 새우 롤 - (타이난 이 면) | - 용산사 - 대도청하해성황묘 - 경복궁(景福宮)                                              |